# Shin Takarajima
Shin Takarajima (яп. 新宝島, досл. Новий острів скарбів) — японська ван-шот манга, опублікована видавництвом Ikuei Shuppan у січні 1947 року. Її написав Сакай Шічіма, а проілюстрував Осаму Тедзука.
Це дебютна повнометражна робота Тедзуки, яка вважається відправною точкою післявоєнної японської манґи.
Незважаючи на назву манґи, вона не є адаптацією роману Роберта Луїса Стівенсона «Острів скарбів», але запозичує багато тем із роману та інших пригодницьких романів, таких як «Тарзан» і «Робінзон Крузо» .
Манґу було перевидано Тедзукою у 1984 році, як частина серії повної збірки творів Осаму Тедзуки видавництва Kodansha, що включає 250 перемальованих сторінок у порівнянні з оригінальними 190 сторінками, дещо інший сюжет та абсолютно нову кінцівку, що містить сюжетний поворот.

## Сюжет
Хлопчик на ім’я Піт знайшов карту острова скарбів, яку залишив його покійний батько, і вирішив разом із капітаном корабля та бродячим псом вирушити на пошуки скарбів. Дорогою вони зазнали нападу банди піратів, застрягли в морі після шторму, що влаштував засідку на їхній корабель, потрапили в полон до племені людожерів на острові скарбів, а також зустріли схожого на Тарзана персонажа на ім’я Барон. Барон подружився з острівними тваринами й охороняв заховані скарби. Зрештою, групі вдалося випередити піратів і знайти скарб за допомогою Барона. Вони втекли з острова після того, як команда капітана знайшла їх, тоді як пірати, які йшли за картою, потрапили в пастку. Піт планував використати знайдені скарби, щоб побудувати на острові великий зоопарк, який би відвідували діти з усього світу.
У перевиданні 1984 року сюжет трохи відрізняється від оригіналу. У новій версії було виявлено, що сюжет був лише сном, створеним бродячим псом, який насправді є феєю, щоб задовольнити фантазію Піта під час його подорожі на острів, і що на момент подорожі Піта скарбів на острові більше не існує.

## Персонажі
Піт
Сміливий, добрий та авантюрний хлопець. Він створений за мотивами мультиплікаційного персонажа Скреппі. Пізніше він знову з'явиться в деяких головних роботах Тедзуки, таких як Astro Boy та Black Jack, під ім'ям Кенічі.
Собака
Бродячий пес, якого Піт знайшов під час подорожі на острів скарбів. У версії 1984 року собака виявилася феєю на ім'я Пан.
Капітан
Енергійний чоловік середнього віку, який товаришує з покійним батьком Піта. Раніше він з'являвся в манзі Lost World під ім'ям Бутамо Макеру, а згодом з'явиться в інших творах Тедзуки, таких як Dr. Mars і Metropolis.
Боар
Впертий лідер банди піратів. Каліка через свою передісторію боротьби з акулою. Він створений за зразком діснеївського персонажа Піта. Пізніше він з'явиться в інших роботах Тедзуки, таких як The Mysterious Underground Men та Next World під ім'ям Буку-Буку.

## Сприйняття і спадщина
Shin Takarajima було продано понад 400 000 примірників, що за мірками того часу розцінювалося як великий успіх. Багато людей, які читали мангу, надихнулися стати художниками манги, зокрема дует Фуджіко Фуджіо, Шотаро Ішіноморі, Тецуя Чіба, Мікія Мочідзукі, Міцутоші Фуруя, Кадзуо Умедзу, Нобору Кавасакі, Кейджі Накадзава, Йошіхару Цуге, Йошіхіро Тацумі, Такао Сайто, Шоїчі Сакурай і Масаакі Сато, який був піонером гекіґа-манґи. Перш ніж стати успішним письменником-фантастом, Сакьо Комацу спочатку був художником манги, натхненний Shin Takarajima.
«Я ніколи не забуду, коли вперше побачив книгу Shin Takarajima, коли я був учнем другого класу середньої школи в 1947 році... Озираючись назад, я бачу, що моя доля була вирішена, коли я взяв до рук цю книгу», — сказав Моту Абіко у своїй автобіографічній манзі Manga Michi 1970–1972 років. У 2025 році Наокі Урасава висловив думку, що в історії манґи було два великих впливи; першою була публікація Shin Takarajima 1947 року, а другою — Domu авторства Кацухіро Отомо 1980 року.